# Беннер, Жан
Жан Бе́ннер (младший) (фр. Jean Benner; 28 марта 1836, Мюлуз, Эльзас-Лотарингия, Французская империя — 28 октября 1906, Париж, Французская Республика — французский жанровый и портретный живописец — академист, член Национального общества изящных искусств (фр. Salon de la Société Nationale).

## Биография

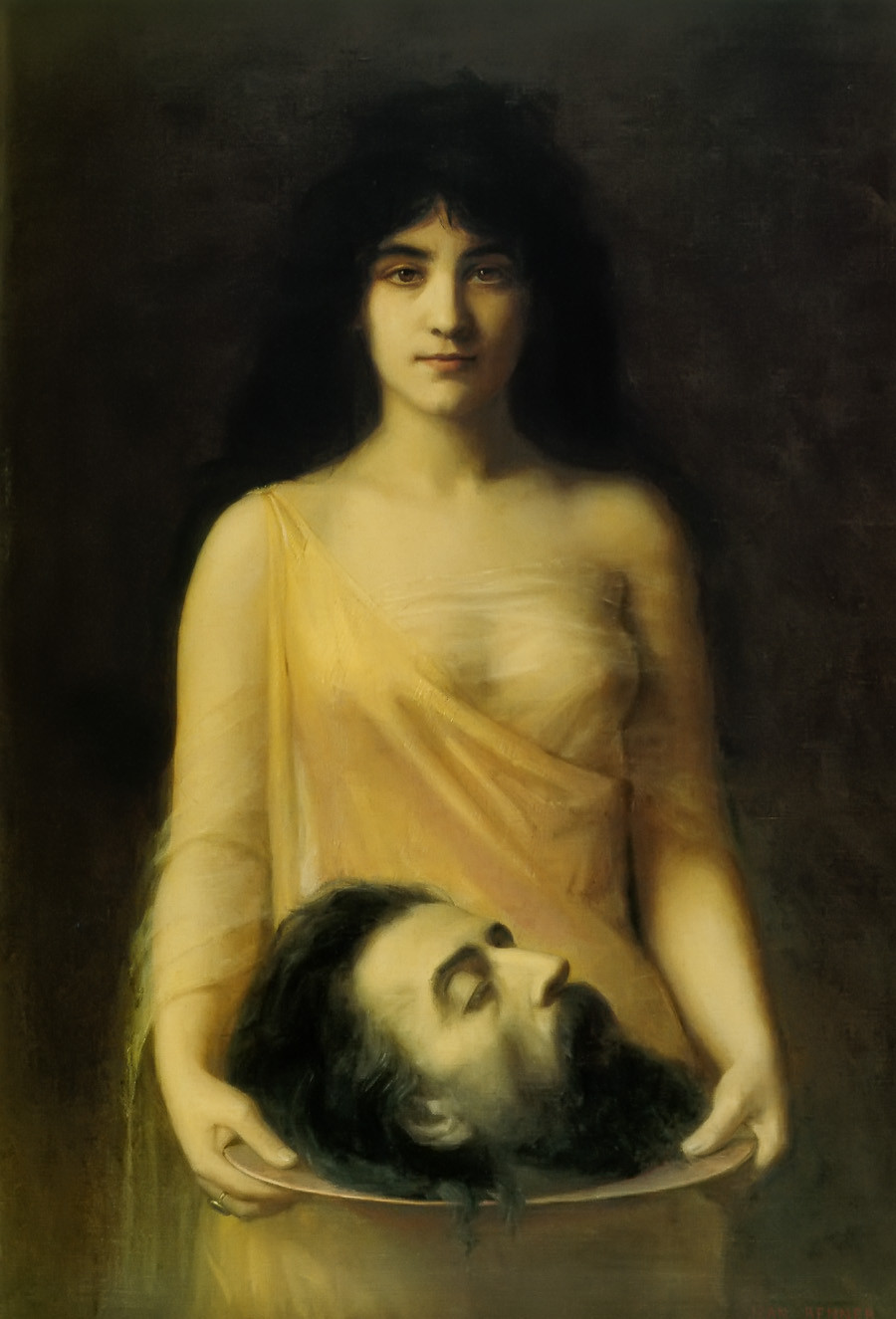
«Саломея», (1899), холст, масло — Музей изящных искусств, Нант, Франция.

Жан и его брат-близнец Эммануил (1836—1896) родились 28 марта 1836 года в городе Мюлуз, департамента Верхний Рейн в Эльзасе на северо-востоке Франции, в семье потомственного декоратора, художника по тканям швейцарского происхождения Жана Беннера-Фриза (старшего) (1796—1849).
Получив начальное образование при работе в студии отца, Жан Беннер переезжает в Париж и поступает в Национальную высшую школу изящных искусств, где учится под руководством Изидора Пильса, Леона Бона и Эрнеста Хеберта.
Значительное влияние на творчество художника оказал Жан-Жак Эннер, которого Беннер считал основателем эльзасской школы во французской живописи, отличавшейся социальной и политической направленностью после поражения Франции в Франко-прусской войне, в ходе которой Франция потеряла Эльзас и большую часть Лотарингии. После смерти Жан-Жака Эннера Беннер издаёт свои воспоминания о художнике.
Беннер впервые участвует в Парижском салоне Академии изящных искусств в 1859 году. За картину «После шторма в Капри», выставленную в Парижском салоне 1872 года, награждён медалью Академии второго класса.
С 1879 года участвует в Салоне вне конкурса. Награждён двумя бронзовыми медалями на Всемирной выставке 1889 и 1900 года в Париже.
В 1894 году Жан Беннер становится кавалером ордена Почётного легиона и избирается в члены Национального общества изящных искусств.
Скончался художник 28 октября 1906 года в Париже. Похоронен рядом с братом Эмилем на знаменитом парижском кладбище Пер-Лашез.
Бо́льшая часть работ Беннера находится в Бельфоре в Музее современного искусства, а также на его родине, в Мюлузе, в Музее изящных искусств.

## Галерея

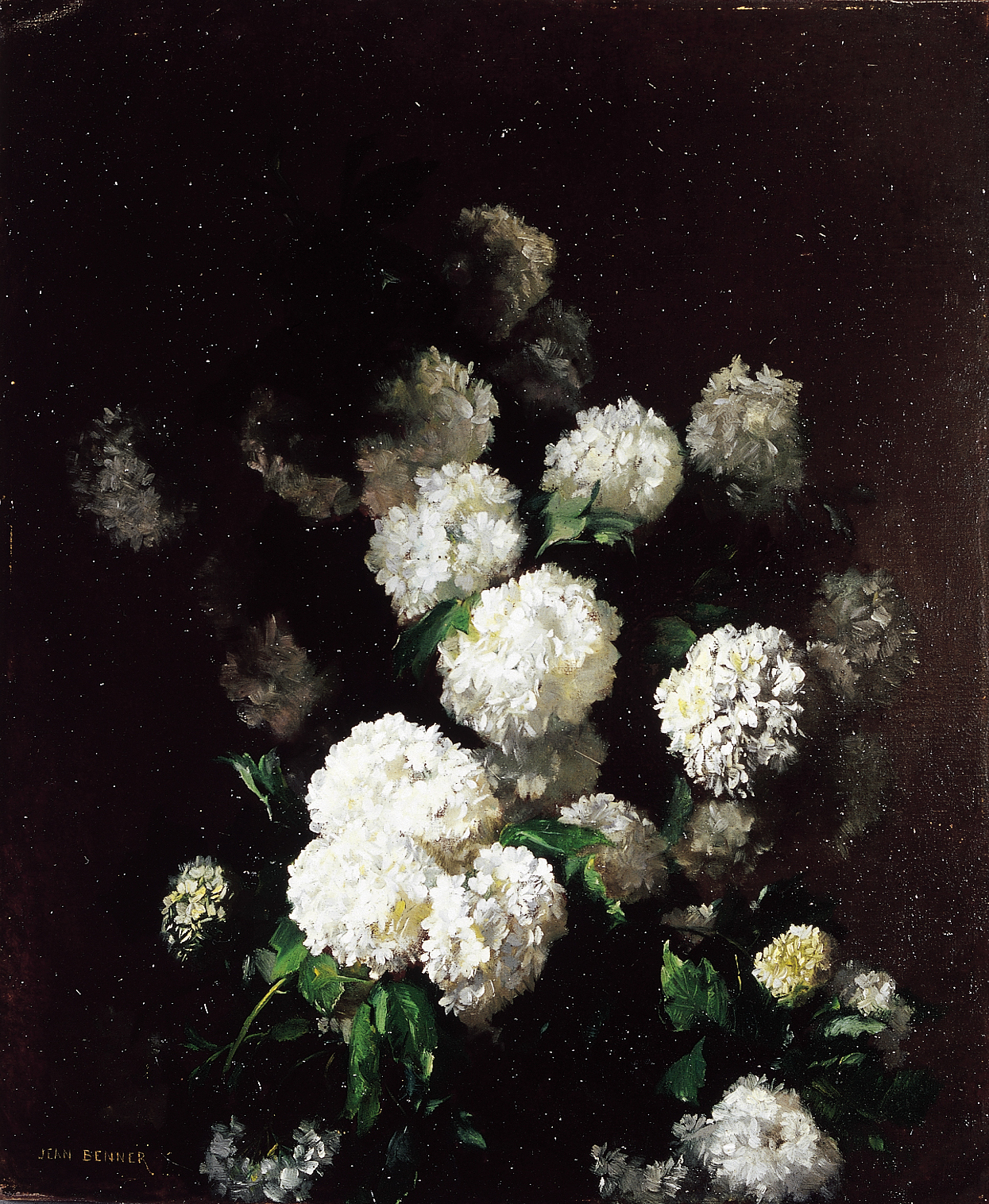
«Цветы», (1860-е), холст, масло —  частное собрание.
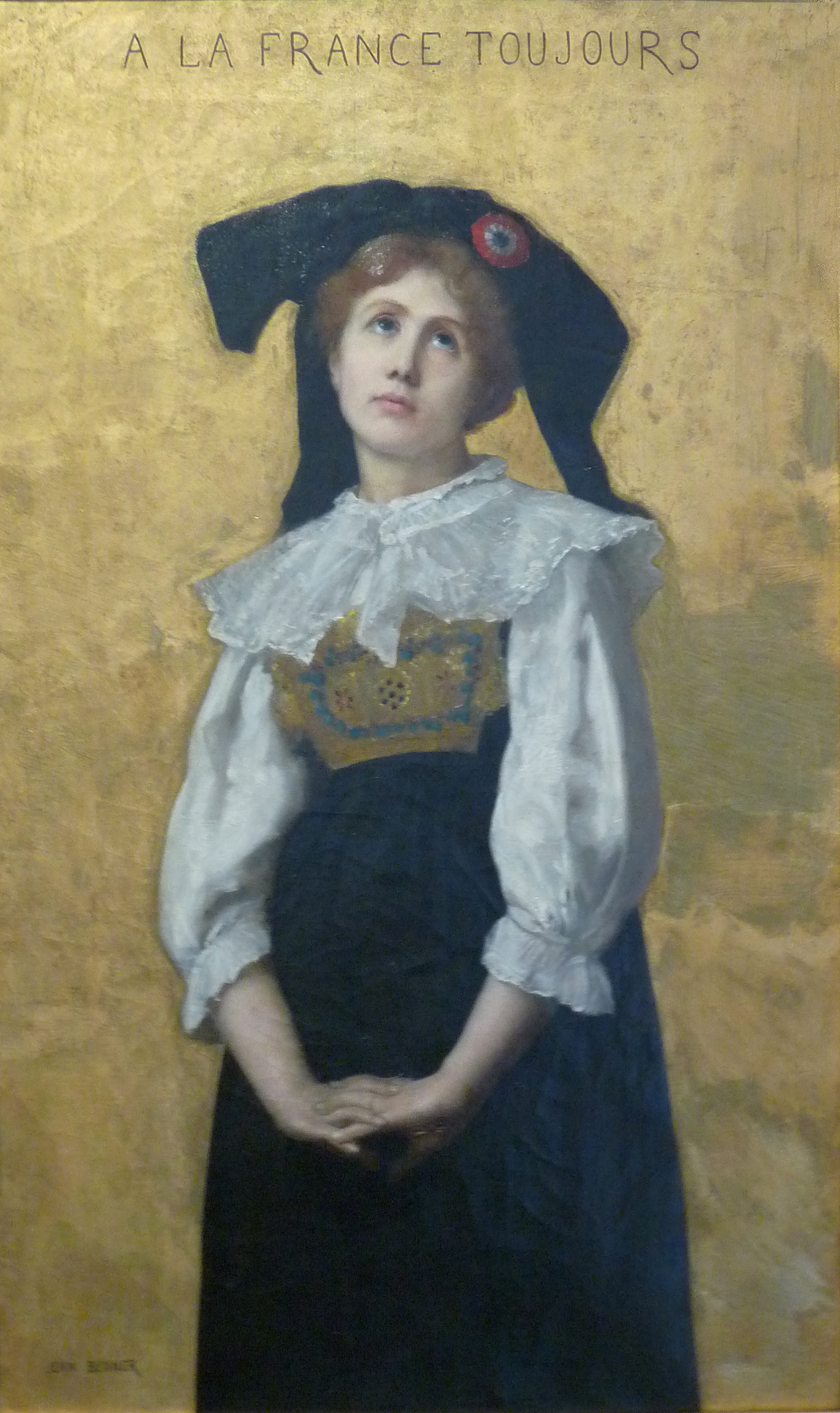
«Франция навсегда!», (1871), холст, масло —  Музей изящных искусств, Мюлуз.
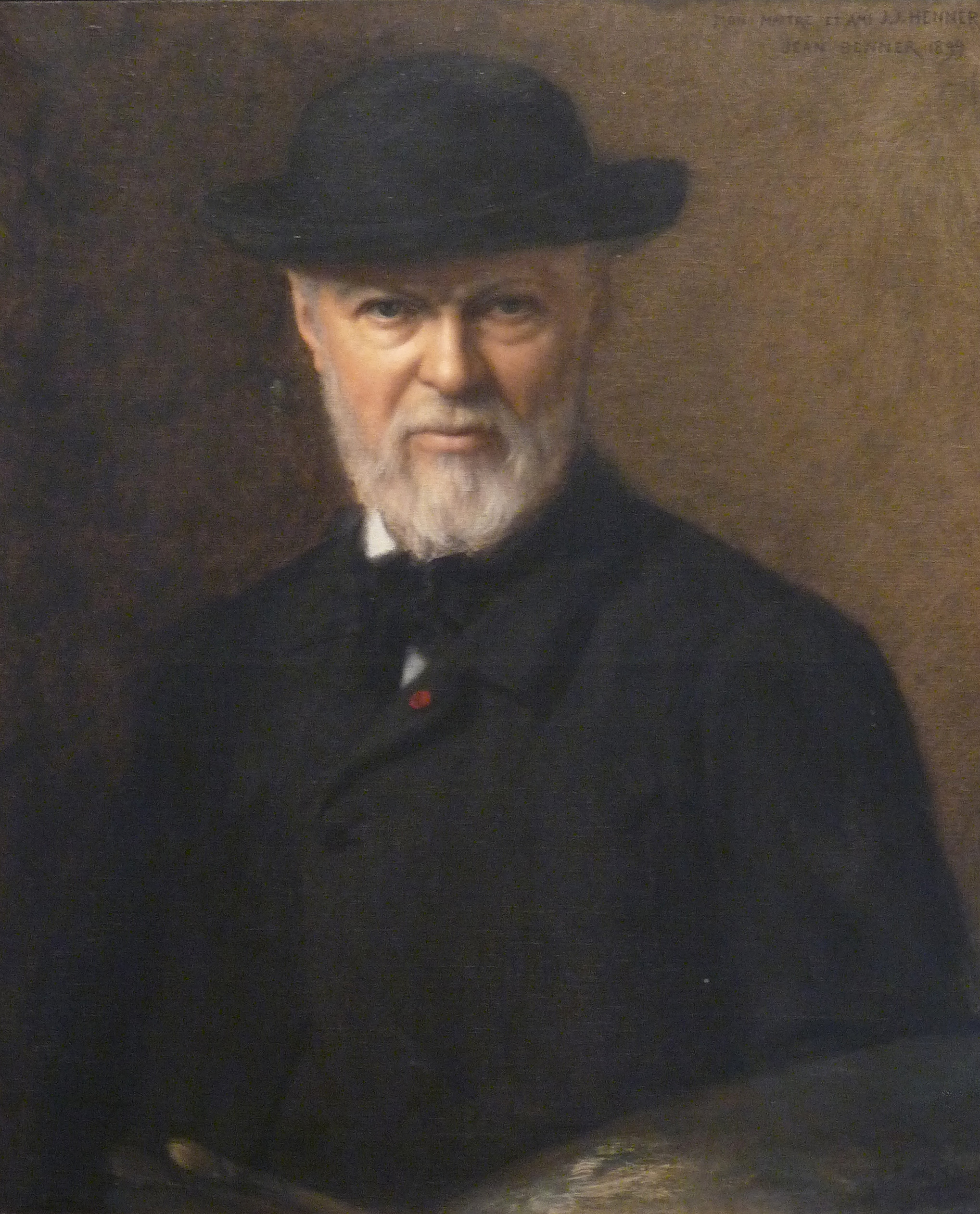
Портрет Жан-Жака Эннера, (1890-е), холст, масло —  Национальный музей Жан-Жака Эннера, Париж.
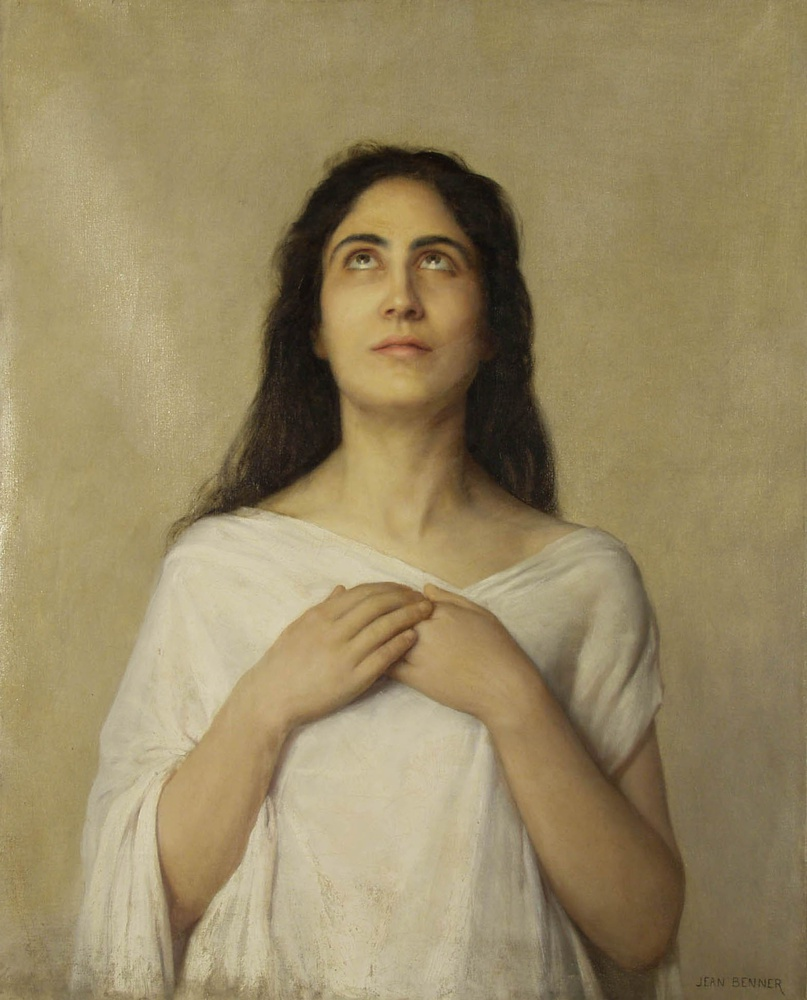
«Экстаз», (1896), холст, масло —  Музей современного искусства, Страсбург.
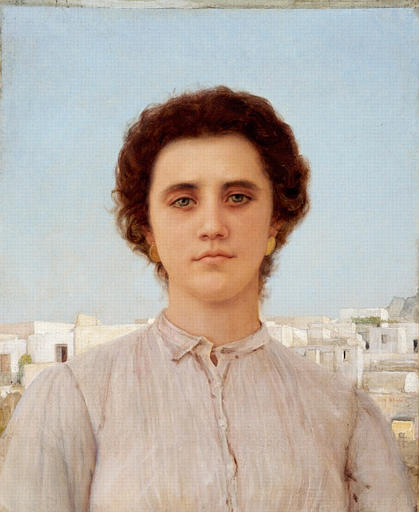
«Девушка. Капри», (1906), холст, масло —  Музей изящных искусств, Нант.

## Комментарии
1. ↑  Дед художника — художник и декоратор Эммануил Фриз (Эмманул Беннер I Архивная копия от 8 декабря 2015 на Wayback Machine); сын Жана Беннера — французский живописец Эммануил Мишель Беннер (Мани Беннер) (1873-1965).